# Issia
Issia – miasto w południowo-zachodniej części Wybrzeża Kości Słoniowej; w regionie Haut-Sassandra; według danych szacunkowych na rok 2010 liczy 60 508 mieszkańców.